# Svenska folkets underbara öden
Svenska folkets underbara öden är ett bokverk av historikern Carl Grimberg. De nio första banden utkom 1913–1924 och de två supplementbanden 1932–1939. En omarbetad upplaga i tio band utkom 1959–1963. Verket, som vunnit en exceptionell publikuppskattning, utmärks av en livfull berättarkonst. Stilen har karakteriserats som subjektiv, men Grimberg låter ofta de historiska källorna komma till tals.

## Verkets karaktär
Grimberg tillämpade i böckerna sina principer som läroboksförfattare. Historien uppfattas i mycket vid bemärkelse. Kulturhistorien har fått stort utrymme och Grimberg följer härvidlag en riktning i tiden, bland annat manifesterad i Troels-Lunds Dagligt liv i Norden (1879–1901). Med tiden visade Grimberg en ökande ambition att försöka få med de senaste vetenskapliga rönen i sitt verk. Denna strävan kan främst iakttas i de två supplementbanden. I dem rättades detaljer i den tidigare framställningen och redogjordes för senare vetenskaplig diskussion av historiska personer och händelser. Betecknande för Grimberg är också att han i supplementbanden utnyttjade den nyare litteraturen för att ge nya bidrag till den berättande framställningen i böckerna.
1890-talets historieromantik bildar bakgrunden till verket, som genomsyras av ett nationellt patos och en entusiastisk beundran för landets ärorika förflutna. Grimbergs konservativa politiska synsätt färgar vissa delar av framställningen, till exempel hans fördömande av staten som företagare och hans oförblommerade ställningstagande för bondetåget.

## Upplagor
"Ödena" blev en synnerligen stor framgång och utkom i ett flertal upplagor. Till publikframgången bidrog, förutom verkets egna kvaliteter, bristen på liknande framställningar vid denna tid. Fryxells Berättelser ur svenska historien (1823–79) var den enda jämförliga föregångaren och hade av naturliga skäl börjat bli starkt föråldrad. En delvis nyskriven upplaga av "Ödena" 1959–63 blev utsatt för en viss kritik på grund av olika uppfattningar om lämpliga redigeringsprinciper för en klassiker av denna art.
Även om Grimberg representerade vad som då ansågs vara etablerad historieforskning så hindrar detta inte att mycket av stoffet kommit att omvärderas och den tidigare upplagan anses av vissa senare historiker vara föråldrad.

## Band
- 1, Forntiden och medeltiden
- 2, Äldre Vasatiden
- 3, Gustav II Adolfs, Kristinas och Karl X Gustavs tid
- 4, Karl XI:s och Karl XII:s tid t.o.m. år 1709
- 5, Karl XII:s tid från 1710 samt den äldre frihetstiden
- 6, Frihetstidens höjdpunkt och slut
- 7, Gustav III:s och Gustav IV Adolfs tid
- 8, 1809 års män, Karl Johans och Oskar I:s tid samt vårt näringsliv och kommunikationsväsen under teknikens tidevarv
- 9, Den sociala och kulturella utvecklingen från Oscar I:s tid till våra dagar samt de politiska förhållandena under Karl XV:s, Oskar II:s och Gustaf V:s regering
- 10, Supplement till band 1-5
- 11, Supplement till band 6-9. Namn- och sakregister (utarbetat av Louise Leijonhufvud)